# 蓋薩河
48°35′55″N 13°22′35″E / 48.59861°N 13.37639°E

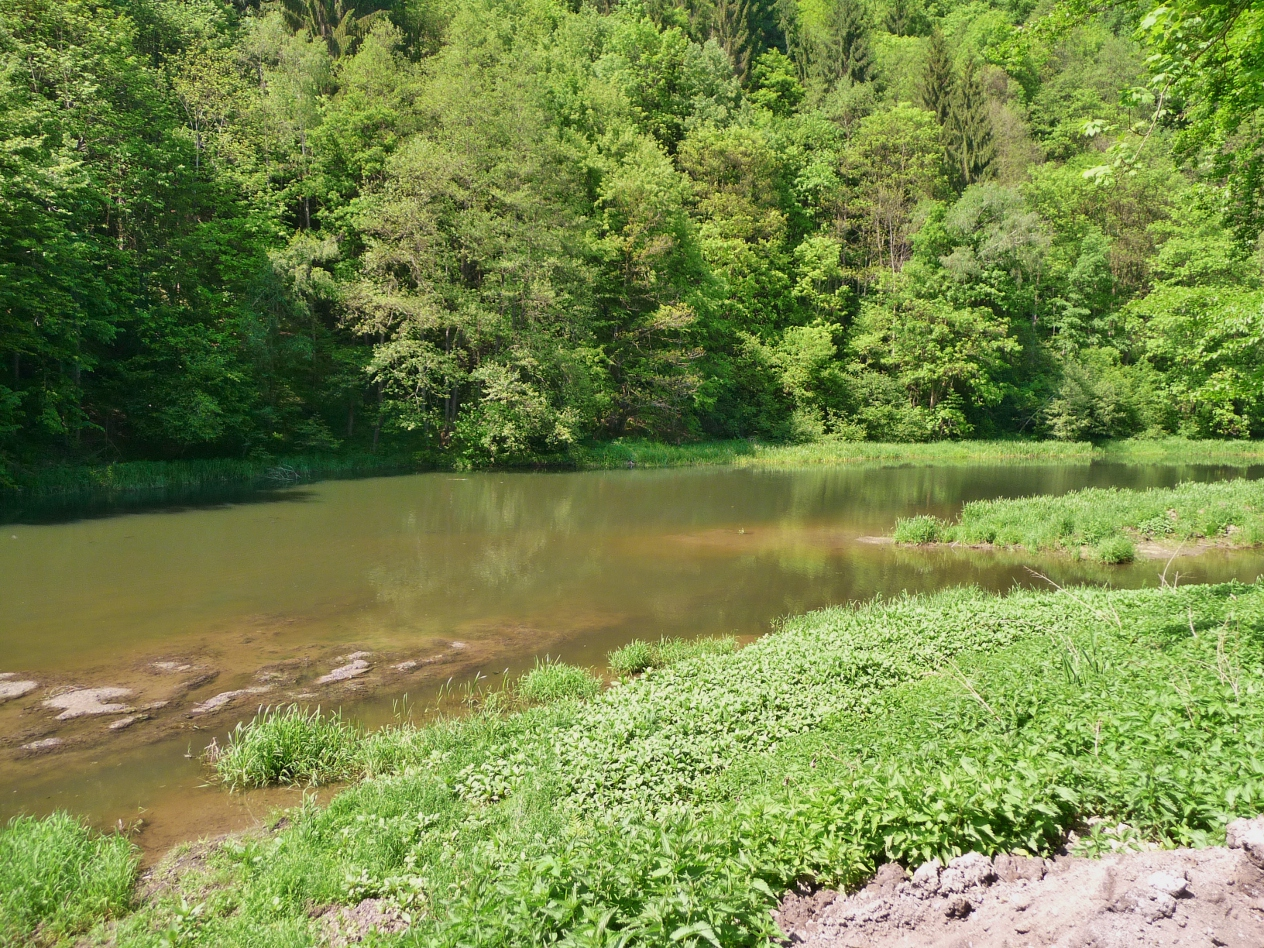
巴伐利亞的蓋薩河

蓋薩河（德語：Gaißa），是德國的河流，位於該國東南部，由巴伐利亞負責管轄，屬於多瑙河的左支流，河道全長45.8公里，流域面積222平方公里，河口處在帕紹西北面。